# Tyrrell DG016
La Tyrrell DG016 fu la vettura della Tyrrell che corse il campionato di Formula 1 1987, progettata da Maurice Philippe e Brian Lisles e guidata da Jonathan Palmer e Philippe Streiff.
Si trattò dell'ultima evoluzione della serie di vetture con telaio misto alluminio/carbonio, iniziato nel 1983 con il modello "012". Fu inoltre il primo modello del Team Tyrrell, interamente progettata al computer, grazie alla tecnologia messa a disposizione dallo sponsor principale  dell'epoca, Data General, ridimensionando, se non cancellando del tutto, la tradizione artigianale che caratterizzava la squadra Tyrrell.
La novità più grande della vettura riguarda il cambiamento di motori, dai turbo agli aspirati, in quanto la FIA, dopo averli banditi la stagione precedente, li riammise e, anzi ne incentivò l'uso istituendo due trofei, uno intitolato a Colin Chapman, per il miglior team, e uno a Jim Clark, per il miglior pilota, entrambi vinti dal team britannico.
Per quanto riguarda la stagione, il 1987 fu simile alla stagione precedente con il sesto posto conquistato in classifica costruttori unita a 11 punti.